# Alma (miasto w hrabstwie Jackson)
Alma – miasto w Stanach Zjednoczonych, w stanie Wisconsin, siedziba administracyjna hrabstwa Jackson.